# Freiahorn
Freiahorn ist ein Gemeindeteil der Gemeinde Ahorntal im Landkreis Bayreuth (Oberfranken, Bayern). Die Gemarkung Freiahorn hat eine Fläche von 2,307 km². Sie ist in 540 Flurstücke aufgeteilt, die eine durchschnittliche Flurstücksfläche von 4271,50 m² haben.

## Geografie
Das Dorf im nordöstlichen Bereich der Fränkischen Schweiz ist etwa zwei Kilometer von dem südwestlich liegenden Kirchahorn entfernt.

## Geschichte
1184 wurde ein „Bruno de Frienahern“ urkundlich erwähnt. Dies ist zugleich der erste schriftliche Beleg für den Ort.
Bis zum Beginn des 19. Jahrhunderts unterstand die Dorfmarkung von Freiahorn der Landeshoheit reichsunmittelbarer Adeliger, die sich in dem zum Fränkischen Ritterkreis gehörenden Ritterkanton Gebürg organisiert hatten. Die Dorf- und Gemeindeherrschaft übten die Grafen von Schönborn aus. Die Hochgerichtsbarkeit stand dem zum Hochstift Bamberg gehörenden Amt Waischenfeld als Centamt zu. Als die reichsritterschaftlichen Territorien in der Fränkischen Schweiz infolge des Reichsdeputationshauptschlusses mediatisiert wurden, wurde Freiahorn unter Bruch der Reichsverfassung am 1. November 1805 vom Kurfürstentum Pfalz-Baiern annektiert. Damit wurde das Dorf ein Bestandteil der bei der „napoleonischen Flurbereinigung“ in Besitz genommenen neubayerischen Gebiete, was erst im Juli 1806 mit der Rheinbundakte nachträglich legalisiert wurde.
Durch die Verwaltungsreformen im Königreich Bayern wurde Freiahorn mit dem Zweiten Gemeindeedikt im Jahr 1818 eine Ruralgemeinde. Im Zuge der Gebietsreform in Bayern wurde Freiahorn am 1. Januar 1972 ein Bestandteil der neu gebildeten Gemeinde Ahorntal.

## Verkehr
Die aus dem Südwesten von der Staatsstraße 2185 kommende Staatsstraße St 2184 durchquert den Ort und führt über Poppendorf weiter zur Staatsstraße St 2163. Der ÖPNV bedient das Dorf an einer Haltestelle der Buslinien 388 und 396 des VGN. Die am schnellsten erreichbaren Bahnhöfe befinden sich in Creußen, Schnabelwaid und Pegnitz. Der nächste Fernbahnhof ist der Hauptbahnhof in Bayreuth.